# Száraznyírjes
Száraznyírjes (1899-ig Száraz-Brézó, szlovákul: Suché Brezovo) község Szlovákiában, a Besztercebányai kerületben, a Nagykürtösi járásban.

## Fekvése
Nagykürtöstől 14 km-re északra fekszik.

## Története
A mai község területén, a történelem előtti időben a hallstatti és a pilinyi kultúra települései álltak.
A települést 1573-ban "Brezowa" alakban említik először. A divényi váruradalom része volt. A 17. század elején a hadak elpusztították, majd 1680 körül újra elnéptelenedett. 1848-ig birtoka megoszlott a divényi és a kékkői uradalom között. 1828-ban 32 házában 455 lakos élt. Lakói mezőgazdasággal és állattartással foglalkoztak. A falu mezőgazdasági jellegét később is megőrizte.
Nógrád vármegye monográfiája szerint "Száraznyirjes. (Azelőtt Száraz-Brézó.) A gácsi járásban fekvő kisközség  Házainak száma 64, lakosaié 321, a kik leginkább tótajkúak és evangélikus vallásúak. Postája Nógrádszenna, távirója Gács és vasútállomása Nógrádszakal. E helységről csak a XVIII. század elejétől kezdve vannak adataink 1715-ben 15 és 1720-ban 12 tót háztartást írtak itt össze. 1848-ig a gróf Zichy és a gróf Forgách családok voltak a földesurai és most is a gróf Zichy és a gróf Forgách-családoknak, továbbá a nagylámi közbirtokosoknak van itt nagyobb birtokuk. A községhez tartozik Pusztalehota."
A trianoni békeszerződésig Nógrád vármegye Gácsi járásához tartozott.

## Népessége
| Év:            | 1994. | 2004.    | 2014.    | 2024.    |
| -------------- | ----- | -------- | -------- | -------- |
| Emberek száma: | 138   | 122      | 101      | 77       |
| Eltérés:       |       | -11,59 % | -17,21 % | -23,76 % |

| Év:            | 2023. | 2024.   |
| -------------- | ----- | ------- |
| Emberek száma: | 78    | 77      |
| Eltérés:       |       | -1,28 % |

1910-ben 305, túlnyomórészt szlovák lakosa volt.
2001-ben 123 lakosából 113 szlovák volt.
2011-ben 112 lakosából 93 szlovák.

## Nevezetességei
Evangélikus temploma 1861-ben épült.

## Külső hivatkozások
- E-obce.sk Archiválva 2008. december 6-i dátummal a Wayback Machine-ben
- Községinfó
- Száraznyírjes Szlovákia térképén